# Kyle Greentree
Kyle Greentree (né le 15 novembre 1983 à Victoria, dans la province de la Colombie-Britannique au Canada) est un joueur professionnel retraité canadien de hockey sur glace.

## Carrière de joueur
En 1999, il débute avec le Salsa de Victoria dans la Ligue de hockey de la Colombie-Britannique. L'équipe remporte la Coupe Fred Page 2001. Après trois années dans la NCAA avec l'Université de l'Alaska à Fairbanks, il passe professionnel en 2007 avec les Phantoms de Philadelphie dans la Ligue américaine de hockey. Le 12 février 2008, il dispute son premier match dans la Ligue nationale de hockey avec les Flyers de Philadelphie face aux Islanders de New York.

## Trophées et honneurs personnels
Ligue de hockey de la Colombie-Britannique
- 2004 : termine meilleur buteur.
- 2004 : remporte le Trophée Brett Hull du meilleur pointeur.

## Statistiques
| Saison    | Équipe                   | Ligue |    | Saison régulière | Saison régulière | Saison régulière | Saison régulière | Saison régulière |   | Séries éliminatoires | Séries éliminatoires | Séries éliminatoires | Séries éliminatoires | Séries éliminatoires |
| Saison    | Équipe                   | Ligue | PJ | B                | A                | Pts              | Pun              | PJ               | B | A                    | Pts                  | Pun                  |                      |                      |
| 1999-2000 | Salsa de Victoria        | LHCB  | 28 | 7                | 6                | 13               | 11               | -                | - | -                    | -                    | -                    |                      |                      |
| 2000-2001 | Salsa de Victoria        | LHCB  | 59 | 27               | 38               | 65               | 50               | -                | - | -                    | -                    | -                    |                      |                      |
| 2001-2002 | Salsa de Victoria        | LHCB  | 57 | 42               | 43               | 85               | 125              | -                | - | -                    | -                    | -                    |                      |                      |
| 2002-2003 | Salsa de Victoria        | LHCB  | 52 | 46               | 53               | 99               | 110              | -                | - | -                    | -                    | -                    |                      |                      |
| 2003-2004 | Salsa de Victoria        | LHCB  | 59 | 62               | 53               | 115              | 170              | 5                | 4 | 5                    | 9                    | 29                   |                      |                      |
| 2004-2005 | Nanooks de l'Alasaka     | NCAA  | 37 | 12               | 20               | 32               | 31               | -                | - | -                    | -                    | -                    |                      |                      |
| 2005-2006 | Nanooks de l'Alasaka     | NCAA  | 39 | 8                | 19               | 27               | 58               | -                | - | -                    | -                    | -                    |                      |                      |
| 2006-2007 | Nanooks de l'Alasaka     | NCAA  | 39 | 21               | 21               | 42               | 78               | -                | - | -                    | -                    | -                    |                      |                      |
| 2006-2007 | Phantoms de Philadelphie | LAH   | 8  | 2                | 0                | 2                | 2                | -                | - | -                    | -                    | -                    |                      |                      |
| 2007-2008 | Phantoms de Philadelphie | LAH   | 72 | 24               | 24               | 48               | 83               | 12               | 1 | 3                    | 4                    | 11                   |                      |                      |
| 2007-2008 | Flyers de Philadelphie   | LNH   | 2  | 0                | 0                | 0                | 0                | -                | - | -                    | -                    | -                    |                      |                      |
| 2008-2009 | Flames de Quad City      | LAH   | 79 | 39               | 37               | 76               | 63               | -                | - | -                    | -                    | -                    |                      |                      |
| 2008-2009 | Flames de Calgary        | LNH   | 2  | 0                | 0                | 0                | 0                | -                | - | -                    | -                    | -                    |                      |                      |
| 2009-2010 | IceHogs de Rockford      | LAH   | 64 | 25               | 20               | 45               | 57               | 3                | 0 | 0                    | 0                    | 19                   |                      |                      |
| 2010-2011 | Bears de Hershey         | LAH   | 74 | 30               | 33               | 63               | 110              | 6                | 1 | 1                    | 2                    | 4                    |                      |                      |
| 2011-2012 | Bears de Hershey         | LAH   | 50 | 11               | 23               | 34               | 50               | 5                | 1 | 0                    | 1                    | 18                   |                      |                      |
| 2012-2013 | KHL Medveščak            | EBEL  | 51 | 24               | 30               | 54               | 95               | 5                | 3 | 8                    | 11                   | 10                   |                      |                      |
| 2013-2014 | HC Bâle                  | LNB   | 42 | 23               | 36               | 59               | 78               | 5                | 0 | 7                    | 7                    | 12                   |                      |                      |
| 2014-2015 | Schwenningen Wild Wings  | DEL   | 50 | 11               | 21               | 32               | 50               | -                | - | -                    | -                    | -                    |                      |                      |
| 2015-2016 | Dornbirner EC            | EBEL  | 52 | 18               | 28               | 46               | 75               | 6                | 2 | 3                    | 5                    | 6                    |                      |                      |